# Liste der größten Unternehmen in Zypern
Die Liste der größten Unternehmen in Zypern enthält Unternehmen in Zypern.
| Rang | Rang | Name                                       | Hauptsitz | Umsatz (Mio. €) | Mitarbeiter | Branche                              |
| ---- | ---- | ------------------------------------------ | --------- | --------------- | ----------- | ------------------------------------ |
|      |      | Aquamare Beach Hotel & Spa                 | Paphos    |                 |             | Hotels                               |
|      |      | Bank of Cyprus                             | Strovolos |                 | 6.334       | Banken                               |
|      |      | Bayrak Radyo Televizyon Kurumu             | Nikosia   |                 |             | Medien                               |
|      |      | Climaco                                    | Limassol  |                 |             | Erdgas                               |
|      |      | Cyprus Airways                             | Nikosia   |                 |             | Fluggesellschaft                     |
|      |      | Cyprus Broadcasting Corporation            | Nikosia   |                 |             | Medien                               |
|      |      | Cyprus Development Bank                    | Nikosia   |                 |             | Banken                               |
|      |      | CYTA (Cyprus Telecommunications Authority) | Nikosia   |                 |             | Telekommunikation                    |
|      |      | Electricity Authority of Cyprus            | Nikosia   | 523,6           | 2.032       | Energie                              |
|      |      | Energylinx                                 | Nikosia   |                 | 80          | Energie                              |
|      |      | eToro                                      | Limassol  |                 | 1.248       | Finanzen                             |
|      |      | Eurocypria                                 | Larnaka   |                 |             | Fluggesellschaft                     |
|      |      | FOS Logistics                              | Nikosia   |                 |             | Fluggesellschaft                     |
|      |      | Hellenic Bank                              | Nikosia   |                 | 2.000       | Banken                               |
|      |      | J&P (Joannou & Paraskevaides)              | Nikosia   |                 | 16.000      | Bauwesen                             |
|      |      | Kaisis Motor Company                       | Nikosia   |                 |             | Automobile                           |
|      |      | KEO                                        | Limassol  | 72,1            | 720         | Brauereien                           |
|      |      | KeyTextile                                 | Nikosia   |                 |             | Textilien                            |
|      |      | Louis Cruise Lines                         | Limassol  |                 |             | Reederei von Kreuzfahrtschiffen      |
|      |      | Marfin Popular Bank                        | Nikosia   |                 | 2.379       | Banken                               |
|      |      | METRO (supermarket, Cyprus)                | Larnaca   |                 |             | Einzelhandel                         |
|      |      | MTN Cyprus                                 | Nikosia   |                 |             | Telekommunikation                    |
|      |      | Photos Photiades Group                     | Nikosia   |                 |             | Getränke, Immobilien, Versicherungen |
|      |      | PrimeTel                                   | Limassol  |                 |             | Telekommunikation                    |
|      |      | SAT-7                                      | Nikosia   |                 |             | Medien                               |
|      |      | Steelway Developments & Constructions      | Limassol  |                 |             | Bauwesen                             |
|      |      | Thas Maritime                              | Limassol  |                 |             | Reederei                             |